# ISO 3166-2:CA
ISO 3166-2:CA es la identificación reservada para las subdivisiones principales (provincias o estados) de Canadá, definidas según la norma ISO 3166-2, publicada por la Organización Internacional para Estandarización (ISO), la cual define códigos para los nombres de todos los países en la ISO 3166-1.
Actualmente, para Canadá, están definidas diez provincias y tres territorios, según el código ISO 3166-2.
Cada código consta de dos partes, separadas por un guion: La primera parte es CA, el código de Canadá; la segunda parte, dos letras, es la abreviatura de la provincia o territorio.

## Códigos actuales
Nombres de las subdivisiones están listados en la ISO 3166-2 publicada por la ISO 3166/MA.
Los códigos ISO 639-1 suelen representar los nombres de subdivisión de Canadá en las lenguas administrativas siguientes:
- (en): Inglés
- (fr): Francés

Clic en el botón en el encabezamiento para ordenar cada columna.

Mapa de Canadá con cada provincia o el territorio etiquetado con la segunda parte de su ISO 3166-2 código.

| Código | Nombre de subdivisión (es) | Nombre de subdivisión (en/fr)                       | Categoría de subdivisión |
| ------ | -------------------------- | --------------------------------------------------- | ------------------------ |
| CA-AB  | Alberta                    | Alberta                                             | Provincia                |
| CA-BC  | Columbia Británica         | British Columbia / Colombie-Britannique             | Provincia                |
| CA-MB  | Manitoba                   | Manitoba                                            | Provincia                |
| CA-NB  | Nuevo Brunswick            | New Brunswick / Nouveau-Brunswick                   | Provincia                |
| CA-NL  | Terranova y Labrador       | Newfoundland and Labrador / Terre-Neuve-et-Labrador | Provincia                |
| CA-NS  | Nueva Escocia              | Nova Scotia / Nouvelle-Écosse                       | Provincia                |
| CA-ON  | Ontario                    | Ontario                                             | Provincia                |
| CA-PE  | Isla del Príncipe Eduardo  | Prince Edward Island / Île-du-Prince-Édouard        | Provincia                |
| CA-PQ  | Quebec                     | Quebec / Québec                                     | Provincia                |
| CA-SK  | Saskatchewan               | Saskatchewan                                        | Provincia                |
| CA-NT  | Territorios del Noroeste   | Northwest Territories / Territoires du Nord-Ouest   | Territorio               |
| CA-NU  | Nunavut                    | Nunavut                                             | Territorio               |
| CA-YT  | Yukón                      | Yukon                                               | Territorio               |

## Cambios
Los cambios siguientes han sido introducidos a la desde la primera publicación de ISO en 1998:
| Newsletter                                                         | Fecha de emisión | Descripción de cambio                                   | Cambio/de Subdivisión del código                            |
| ------------------------------------------------------------------ | ---------------- | ------------------------------------------------------- | ----------------------------------------------------------- |
| Newsletter I-1                                                     | 2000-06-21       | Adición de 1 territorio nuevo                           | Las subdivisiones añadieron: CA-NU Nunavut                  |
| Newsletter I-2 Archivado el 6 de junio de 2011 en Wayback Machine. | 2002-05-21       | Corrección de forma de nombre de CA-NF                  | Códigos: CA-NF Newfoundland → CA-NL Newfoundland y Labrador |
| Newsletter I-4 Archivado el 6 de junio de 2011 en Wayback Machine. | 2002-12-10       | Cambio de elemento de código de Newfoundland y Labrador | Códigos: CA-NF Newfoundland → CA-NL Newfoundland y Labrador |